# Akta X: Chci uvěřit
Akta X: Chci uvěřit (anglicky The X-Files: I Want to Believe) je kanadsko-americký mysteriózní dramatický sci-fi thriller z roku 2008, který režíroval Chris Carter.
Agenti FBI Fox Mulder a Dana Scullyová se znova vydávají za dalším případem. Opět se dostávají do světa paranormálních jevů a zazraků, které popírají vědecké poznatky a realitu.

## Herecké obsazení
- David Duchovny jako Fox Mulder
- Gillian Andersonová jako Dana Scullyová
- Amanda Peet
- Billy Connolly
- Callum Keith Rennie
- Adam Godley
- Brent O'Connor
- Vanesa Tomasino
- Mitch Pileggi
- Nicki Aycox
- Carrie Ruscheinsky